# Taurida

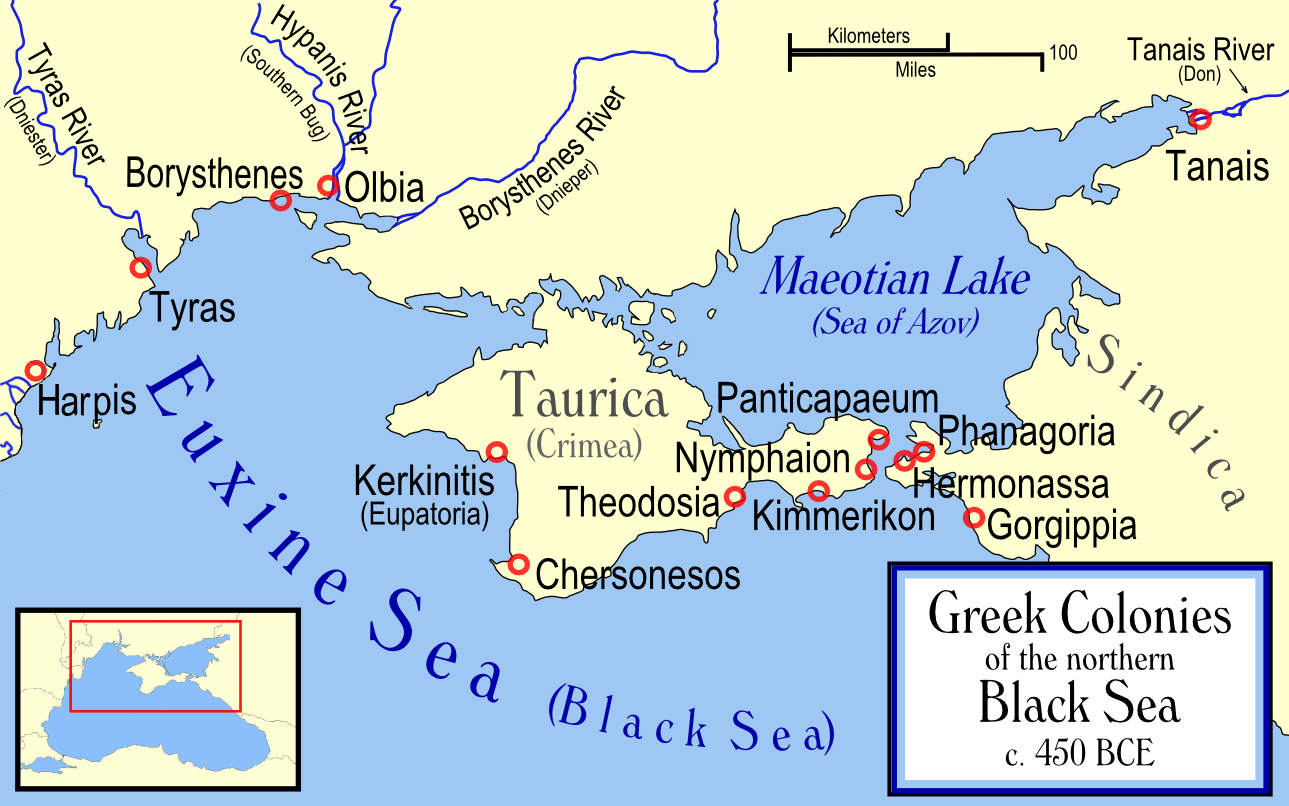
Principalele colonii greceşti în Taurida şi în nordul mării Pontul Euxin, secolul al V-lea î.Hr..

Taurida, Taurica sau Hersonezul Tauric (adică „peninsula Taurizilor” în grecește) (în greca veche: Ταυρίς, iar în latină: Taurica) au fost denumirile date altădată de grecii antici peninsulei Crimeea. „Taurizii” erau băștinașii cimerieni, ulterior amestecați cu sciții și elenizați, constituind „regatul Bosforului”, cu centrul de-o parte și de alta a strâmtorii Kerci („Bosforul Cimerian” - „bosfor” însemnând strâmtoare în limba greacă veche, de la bous sau buzō : « a strânge », și poros : « trecere ») care leagă Marea Neagră (atunci „Pontul Euxin” adică marea primitoare) cu Marea Azov (atunci „lacul Meotid” adică mlăștinos). Taurida propriu-zisă era mai întinsă decât regatul, dar sub influența acestuia. 
Trecând, pe rând, între altele, sub stăpânirea Imperiului Bizantin, a Rusiei Kievene, a Republicii Genova, peninsula a devenit, din a doua jumătate a secolului al XV-lea până la sfârșitul secolului al XVIII-lea, centrul Hanatului Crimeii. Apoi, sub Ecaterina cea Mare, a fost anexată de Imperiul Rus care a făcut-o Gubernia Taurida.

## Originea denumirii
Tauri (în greaca veche Ταῦροι), cunoscuți de asemenea sub numele de scițotauri, tauri sciți sau taurosciți, au fost un popor stabilit pe coasta de sud a peninsulei Crimeea, care a trăit în munții Crimeii și pe fâșia îngustă de pământ dintre munți și Marea Neagră. Ei au dat numele peninsulei cunoscute în Antichitate ca Taurida, Taurica.

## Geografie
Deoarece îngheța iarna, „Bosforul Cimerian” este o strâmtoare care nu era navigabilă decât vara, și care nu a avut niciodată importanța „Bosforului Traciei” (actualul Bosfor), deși vasele grecești ajungeau până la gurile fluviului Tanais (Don). Apa era atât de puțin adâncă, încât în epoca Greciei Antice, Marea Azov era considerată ca fiind un lac mărginit de mlaștini, denumit de romani „Palus Moetis” (Lacul Meotid). Un canal a trebuit să fie săpat de-a lungul litoralului de sud-vest (Canalul Pivinișno). Spre vest, regatul Bosforului cuprindea aproape toată peninsula Crimeea și peninsula Taman, însă spre est, în bazinul Kubanului, limitele sale erau vagi. Controla și ieșirea „lacului Meotid” (actuala Marea Azov). Pe malul occidental se găsea cetatea Panticapeea, întemeiată spre anul 550 î.Hr. de milezieni, care a fost capitala regatului. În afară de Panticapeea, alte orașe au fost înfloritoare: Fanagoria, pe celălalt mal, fondat de Teos, care a prosperat mulțumită pescuitului în Marea Azov, Hersones, în apropiere de actualul Sevastopol, creat pe la 600 î.Hr. de cetățeni ai polisului Heraclea Pontica, apoi Theodosia (azi Feodosia) și ea întemeiată de Milet. Activitatea principală a acestor porturi consta în aprovizionarea cu grâne a cetăților grecești, între care Atena, prea populată pentru a-și asigura singură nevoile alimentare. Acest prețios grâu, provenind de pe bogatele pământuri din răsăritul Tauridei și din Meotida, era transportat în Grecia pe mare, traversând în trecere Hersonesesul Traciei.

## Istorie
În decursul îndelungatei sale istorii, regatul a fost adesea aliatul, „clientul” sau vasalul altor puteri mai mari, precum Imperiul Persan, Imperiile elenistice care i-au succedat, Regatul grecesc al Pontului și Imperiul Roman devenit Bizantin, având relații comerciale cu populațiile scitice din stepa pontică; a durat până la regele Savromatis al VI-lea („savromatis”: ochi de șopârlă în grecește, poporul său apărând sub porecla de sarmați). Acest echilibru de lungă durată a dispărut datorată perturbării climei din secolele IV-XIII, care a înfometat popoarele din nordul Europei și al Asiei, provocând năvălirile barbare: regatul Tauridei, zis și „Bosforan” sau „Regatul Bosforului” fiind distrus de goți, apoi de huni.
Prezența grecească, totuși, a continuat în sudul Crimeei (vezi Istoria Crimeii), care rămâne bizantin sub denumirile de „Thema Hersonezului”, „Goția” sau „Thema Theodoros”, elenizând chiar goții rămași în zonă și devenind un stat elin independent: Principatul de Theodoros, patria Mariei de Mangop, care s-a menținut până în 1476. Estul Crimeei și vestul Kubanului, adică inima fostului Regat Bosforan, au trecut în secolul al IX-lea în stăpânirea Rusiei Kievene (cnezatul Tmutarakan). 

Între secolul al XIII-lea și secolul al XV-lea porturile Cembalo, Caulita, Lusta, Soldaia, Caffa, Chimmero și Vosporo au fost controlate succesiv de republicile Veneția (1204-1235) și Genova (1315-1475).
Nordul Crimeii a aparținut succesiv hazarilor, cumanilor, mongolilor din Hoarda de Aur, tătarilor din Hanatul Crimeii. În a doua jumătate a secolului al XV-lea Imperiul Otoman a cucerit Crimeea și Kubanul, nordul celei dintâi și estul celui de-al doilea fiind sub controlul efectiv al vasalilor săi, respectiv tătarii Hanatului Crimeii și cerchezii, până la sfârșitul secolului al XVIII-lea. Apoi, sub Ecaterina cea Mare, Crimea a fost anexată de Imperiul Rus care o constituie în gubernie a Tauridei. Sub stăpânirea rusească, aceasta a făcut parte din Novorusia, regiune pe care imperiul a „des-islamizat-o”, alungând majoritatea tătarilor spre Imperiul Otoman (între altele, spre Dobrogea) și în care a creat o „nouă Arcadie” colonizată cu ruși, ucraineni și germani, în care a ridicat noi orașe cu denumiri evocând elenismul, precum Tiraspol, Ovidiopol, Odesa, Herson, Simferopol, Sevastopol, Melitopol, iar în Kuban, Stavropol.

### Antichitate

#### Regatul Bosforului

Extinderea Regatului Bosforului

Istoria acestui regat, înainte de secolul al V-lea î.Hr., este puțin cunoscută. La fondarea cetăților, contactele cu triburile indigene erau pașnice, ceea ce a permis dezvoltarea rapidă a acestor noi orașe cu restul lumii grecești. Cetățile vor fi distruse apoi, spre sfârșitul secolului al VI-lea în timpul expediției lui Darius contra sciților, la care ele au participat. Apoi, la începutul secolului al V-lea î.Hr., mai multe „poleis”-uri (cetăți-state) din regiunea Bosforului Cimmerian s-au regrupat sub dominația Arheanactizilor.
Această dinastie a fost înlocuită de către cea a Spartocizilor în 438 î.Hr./437 î.Hr., când Spartokos I a luat puterea și s-a instalat la Panticapeea, pe care a luat-o de capitală a noului său regat. Acesta a întreținut relații comerciale cu cetățile grecești, îndeosebi cu Atena.

### Perioada rusă
Între 1768 și 1774 a avut loc un război între Imperiul Rus și Imperiul Otoman, care s-a încheiat prin Tratatul de la Kuciuk-Kainargi, semnat la 21 iulie 1774. Prin acest tratat, Hanatul Crimeii a obținut independența, în realitate a devenit un protectorat rusesc, aliat al Imperiului Rus. Între anii 1787 și 1792, a avut loc un nou război între Imperiul Rus și Imperiul Otoman, care s-a încheiat prin semnarea Tratatului de la Iași, la 9 ianuarie 1792. În urma acestui tratat, în 1793, Ecaterina cea Mare a anexat Crimeea Imperiului Rus, la nouă ani după ce aceasta devenise independentă. Colonizarea peninsulei cu ruși și ucraineni, plecarea turcilor și a unei părți dintre tătari spre Dobrogea (otomană până în 1878) și Anatolia, apoi, în anii stalinismului, deportarea tătarilor spre Asia centrală și Siberia, au redus treptat populația musulmană la mai puțin de 15% dintre crimeeni.
În 1783 Grigori Potemkin, favoritul Ecaterinei a II-a, a primit titlul de „prinț al Tauridei”, drept recompensă pentru acțiunile sale din conflictele care s-au terminat prin anexarea Hanatului Crimeii, act recunoscut de Imperiul Otoman prin Tratatul de la Iași (1792).
Sub Imperiul Rus, regiunea a constituit gubernia Tauridei (în rusă Таврическая губерния, transcris: Tavriceskaia guberniia), între octombrie 1802 și octombrie 1921. Centrul său administrativ era Simferopol. Gubernia includea teritorii variabile, în funcție de epocă, între care totalitatea Crimeii.
În 1918, în timpul Războiului Civil Rus, bolșevicii au instaurat în Gubernia Taurida efemera Republică Sovietică Socialistă Taurida (în rusă Советская Социалистическая Республика Тавриды, transliterat: Sovetskaia Soțialisticeskaia Respublika Tavridî).